# クザーゴ
クザーゴまたはクサーゴ（伊: Cusago）は、イタリア共和国ロンバルディア州ミラノ県にある、人口約4,300人の基礎自治体（コムーネ）。

## 地理

### 位置・広がり

#### 隣接コムーネ
隣接するコムーネは以下の通り。
- バレッジョ
- チズリアーノ
- コルナレード
- ガッジャーノ
- ミラノ
- セッティモ・ミラネーゼ
- トレッツァーノ・スル・ナヴィーリオ

### 地震分類
イタリアの地震リスク階級 (it) では、4 に分類される
。